# 近鈇銊三
近鈇銊三（玉夫座δ，δ Scl，δ Sculptoris）是在星座玉夫座的一顆三合星，它距離地球大約137.4 光年。
主星玉夫座δA，是一顆白色的A型主序矮星，視星等 +4.59。它的伴星玉夫座δB非常黯淡，視星等11.6，與主星距離4 弧秒，或超過175 天文單位。以74弧秒的更大間隔圍繞這對恆星運行的是黃色的玉夫座δC，其視星等為9.4。
該系統是劍魚座AB移動星群的候選成員，這是一個由年齡相似的恆星組成的星協，它們在太空中有著共同的航向。